# ビリー・パイパー
ビリー・ポール・パイパー （Billie Paul Piper,本名:リアン・パイパー、Lianne Piper,1982年9月22日 - ）は、イギリスの歌手・女優。イングランド出身。
演劇学校で演技とダンスを学んでいるときに音楽雑誌の表紙に抜擢。それをきっかけに1990年代後半ポップ歌手として活動を始めるも、後に俳優に転向。
最も有名なのは2005年から2006年、2008年、2010年にかけて出演した『ドクター・フー』のローズ・タイラー役である。2007年にはテレビ雑誌「Broadcast」のランキングで最もホットな女優に選ばれている。また2007年から2011年まで放送された"Secret Diary of a Call Girl"では主人公の高級コールガール・ベル・デ・ジュールを演じた。

## 来歴

### 歌手
ITV放送の朝の子供番組"Scratchy & Co."に出演している頃、音楽雑誌Smash Hitsのテレビコマーシャルにも出演。15歳の時に雑誌経由で歌手デビューの話が始まり、1998年ビリーとしてデビュー。1stシングル「ビコーズ・ウィー・ウォント・トゥー」は全英シングルチャート1位を獲得し、最年少での記録を打ち立てた。2ndシングル「ガールフレンド」も1位を獲得している。
直後に発売されたデビュー・アルバム『ハニー・トゥー・ザ・B』は全英アルバムチャートで最高14位にランクイン。イギリスとニュージーランドでプラチナレコードに認定されたが、それ以外の国では全く認知されずに終わった。同アルバムからの3rd、4thシングルは全英シングルチャートで好成績を残した。1999年にはブリット・アワードにノミネートされている。
1999年には日本デビュー。アジアツアーも行なっている。『劇場版ポケットモンスター ミュウツーの逆襲』の英語版サウンドトラックに"Makin' My Way (Any Way That I Can)"を提供。
2枚目のアルバムはフルネームのビリー・パイパー名義でのリリースとなった。2000年5月リリースのシングル「Day & Night」は3枚目のナンバーワンシングルとなった。2ndアルバム『Walk of Life』は最高14位まで上がったものの、すぐにチャートを降下。
2001年2月17日、パイパーとその家族に対しストーカー行為を行ったとして逮捕された女性ジュリエット・ピーターズの裁判に原告として現れる。ピーターズは精神的な治療を受けることとなった。自伝では、「裁判に出ることは凄く嫌だったが、家族とレコードレーベルからの勧めもあって出た。この裁判のお陰で自分が一人では何も出来ないことが分かったから、芸能界から足を洗うことにした。もしそうじゃなかったら誘惑に駆られてすぐ戻っていたと思う」と綴っている。

### 俳優
数年の休養を経て、本来目標としていた俳優業に専念することになる。

### ドクター・フー
2004年5月、1989年にシリーズ放送が終了していた『ドクター・フー』が2005年から復活し、コンパニオン（ドクターの相棒のこと）のローズ・タイラー役で出演することが発表された。
これによりナショナル・テレビジョン・アワードの最優秀女優賞を2005年と2006年に受賞。
BBCの「2005年の顔」として選ばれた。
2006年3月、2007年のシリーズ3まで出演続投することを約束するが、
5月10日に降板することが報じられた。ローズを主人公にしたスピンオフも予定されていたがキャンセルになっている。
6月15日、BBCにより公式にシリーズ2最終話「永遠の別れ」での降板が発表。
2007年11月27日、シリーズ4にローズ・タイラーとして3話出演することが決まる。後にラッセル・T・デイヴィスは、この再登場は降板の時から決まっていたことだと話している。2008年4月よりシリーズ4が開始、数回のカメオ出演を経て「運命の左折」、「盗まれた地球」、「旅の終わり」に出演。"Doctor Who Confidential"のインタビューで、「これがドクターとローズの本当の最後じゃないけれど、近い将来終わりが来る」と話し、デイヴィッド・テナント演じる10代目ドクターの最終話「時の終わり」にローズ役として再度出演した。
2013年の50周年特番「ドクターの日」にて良心のある終末兵器モメントのインターフェース役（ローズ・タイラーことバッドウルフの姿を借りている）で出演。

### その他のドラマ
元コールガールで作家のブルック・マグナンティの小説The Intimate Adventures of a London Call Girlを原案とするITV2のドラマ"Secret Diary of a Call Girl"に、主人公の高級コールガールハンナ・バクスターとして出演。2007年9月27日から放送され、セミヌードのシーンも何度か放映された。2008年放送のシリーズ2では妊娠中であったため、ヌードシーンではボディダブルを使用している。2010年1月には作者ブルック・マグナンティのドキュメンタリーを放送、インタビュアーとして初対面した。
その他にもテレビドラマ、映画、舞台などに出演している。

### 舞台
2016年よりフェデリコ・ガルシーア・ロルカの戯曲を翻案した舞台劇『イェルマ』で主演を務め、ローレンス・オリヴィエ賞最優秀主演女優賞を受賞した。

## 私生活
イングランドのウィルトシャーにあるスウィンドン生まれ。父ポール・パイパー、母マンディ・ケント、弟チャーリーと二人の妹ハーレーとエルの6人家族。
2001年5月に実業家・DJ・テレビプレゼンターのクリス・エヴァンスと6ヶ月の交際を経て結婚。ラスベガスで極秘に結婚式を挙げた。両者には16歳の歳の差がある。
2004年には別居、2007年5月に正式に離婚。2人は友人関係に戻ったという。2006年6月27日の「インデペンデント」紙掲載のインタビューで、3億ポンド（当時のレートで600億円）とも言われるエヴァンスの資産や、彼がBBCラジオ2で担当するレギュラー番組の給料54万ポンドを一切受け取らないことを宣言している。またRadio Timesのインタビューでは歌手をやめる頃にはほとんど資産がなかったことも明かしている。
エヴァンスは離婚の原因が年齢差だったことを認めている。
2007年12月31日、ジェームズ・フォックスの息子で俳優のローレンス・フォックスと結婚。現在ウェスト・サセックスのイズボーンで暮らしている。
2008年10月21日、第一子を26時間の分娩の末帝王切開で出産。後にインタビューで、もし切開が遅れていたら胎児が低酸素症に陥っていたかもしれなかったと話している。2012年4月5日には第二子ユージーン・ピップを出産。2016年に離婚した。
『ドクター・フー』に出演する間に共演者デイヴィッド・テナントと友人になる。またテナントの次にドクター役を演じることになったマット・スミスとも仲がいい。スミスが次のドクターになったことを知り、「彼（テナント）が降りるのは本当に嫌！でも次のドクターがマット・スミスだって分かってほっとした。彼のことが大好きだし、素晴らしい俳優だから。ドクター役は良い人じゃないと出来ないけど、彼はぴったり。やり遂げるには大きすぎる役だけど、彼なら大丈夫」と語った。

## 出演作品

### 映画
| 公開年 | 邦題 原題                                           | 役名                       | 備考                |
| ------ | --------------------------------------------------- | -------------------------- | ------------------- |
| 1996   | エビータ Evita                                      | 未クレジット               |                     |
| 1996   | The Leading Man                                     | 未クレジット               |                     |
| 2004   | チャンピオン 明日へのタイトルマッチ The Calcium Kid | エンジェル                 | 日本ではDVDスルー。 |
| 2005   | Things To Do Before You're 30                       | ヴィッキー                 |                     |
| 2005   | Spirit Trap                                         | ジェニー                   |                     |
| 2010   | Animals United                                      | ボニー・ザ・ミーアキャット | 声の出演            |
| 2010   | The Raven                                           | レイヴン                   | ショートフィルム    |
| 2016   | City of Tiny Lights                                 | シェリー                   |                     |
| 2017   | Beast                                               | グレース                   | ショートフィルム    |
| 2018   | Two for Joy                                         | ライラ                     |                     |
| 2019   | Eternal Beauty                                      | ニコラ                     | [ 32 ]              |
| 2022   | 少女バーディ 大人への階段 Catherine Called Birdy    | Lady Aislinn               | [ 33 ]              |

### テレビ
| 放送年              | 邦題 原題                                                                  | 役名                      | 備考                                                                                   |
| ------------------- | -------------------------------------------------------------------------- | ------------------------- | -------------------------------------------------------------------------------------- |
| 2003                | The Canterbury Tales: The Miller's Tale (BBC One)                          | アリソン・クロスビー      |                                                                                        |
| 2004                | Bella and the Boys (BBC Two)                                               | ベラ                      |                                                                                        |
| 2005–06, 2008, 2010 | ドクター・フー Doctor Who (BBC One)                                        | ローズ・タイラー          | レギュラー出演は2006年まで。ゲストとして2010年まで出演。2013年にも別の役でゲスト出演。 |
| 2005                | シェイクスピア21:空騒ぎ ShakespeaRe-Told: Much Ado About Nothing (BBC One) | ヒーロー                  |                                                                                        |
| 2006                | マハラジャのルビー The Ruby in the Smoke (BBC One)                         | サリー・ロックハート      | サリー・ロックハートシリーズのテレビ映画化。マット・スミスのデビュー作として知られる。 |
| 2007                | マンスフィールド・パーク Mansfield Park (ITV, 2007)                        | ファニー・プライス        | 日本ではDVDスルー。                                                                    |
| 2007                | 仮面の大富豪 The Shadow in the North (BBC One, 2007)                       | サリー・ロックハート      | サリー・ロックハートシリーズの二作目。                                                 |
| 2007–2011           | Secret Diary of a Call Girl (ITV2)                                         | ハンナ・バクスター        |                                                                                        |
| 2010                | A Passionate Woman (BBC One)                                               | ベティ                    | 2話連続のミニシリーズ                                                                  |
| 2012                | Tom & Jenny (BBC Three)                                                    | ジェニー                  | パイロット版                                                                           |
| 2012                | True Love (BBC One)                                                        | ホリー                    | デイヴィッド・テナントが同じく主人公格として出演。                                     |
| 2014–2016           | ナイトメア～血塗られた秘密～ Penny Dreadful (Showtime)                     | リリー/ブローナ・クロフト | シーズン1ではブローナ、シーズン2以降はブローナの遺体から作られた人造人間リリー役。     |
| 2018                | コラテラル 真実の行方 Collateral                                           | カレン・マーズ            | ミニシリーズ                                                                           |
| 2020                | 超サイテーなスージーの日常 I Hate Suzie                                    | Suzie Pickles             | [ 35 ]                                                                                 |

### 舞台
| 上演年    | 邦題 原題                                          | 役名     | 劇場名                         | 備考 |
| --------- | -------------------------------------------------- | -------- | ------------------------------ | --- |
| 2007      | Treats                                             | アン     | ギャリック・シアター           | ノミネート - イブニング・スタンダード・シアター・アワード 最優秀女優賞 |
| 2011-2012 | カワイクなくちゃいけないリユウ Reason to be pretty | カーリー | アルメイダ・シアター           | ノミネート - ワッツオンステージ・アワード 最優秀女優賞 |
| 2012-2013 | The Effect                                         | コニ―    | ロイヤル・ナショナル・シアター | ノミネート - ワッツオンステージ・アワード 最優秀女優賞 ノミネート - クリティクス・サークル賞 最優秀女優賞 ノミネート - イブニング・スタンダード・シアター・アワード 最優秀女優賞 ノミネート - ローレンス・オリヴィエ賞 最優秀主演女優賞                                         |
| 2014      | Great Britain                                      | ペイジ   | ロイヤル・ナショナル・シアター | ノミネート - イブニング・スタンダード・シアター・アワード 最優秀女優賞 受賞 - ワッツオンステージ・アワード 最優秀女優賞 |
| 2016      | イェルマ Yerma                                     | Her      | ヤング・ヴィク                 | 受賞 - イブニング・スタンダード・シアター・アワード 最優秀女優賞 受賞 - ワッツオンステージ・アワード 最優秀女優賞 受賞 - クリティクス・サークル賞 最優秀女優賞 受賞 - ブロードウェイワールド UKシアター・アワード 最優秀女優賞 受賞 - ローレンス・オリヴィエ賞 最優秀主演女優賞 |
| 2017      | イェルマ Yerma                                     | Her      | ヤング・ヴィク                 | 2016年のプロダクションの再演 |
| 2018      | イェルマ Yerma                                     | Her      | パークアベニュー・アーモリー   | ヤング・ヴィク・プロダクションをオフ・ブロードウェイに移行 |

## ディスコグラフィー
- ハニー・トゥー・ザ・B (1998)
- Walk of Life (2000)

## 参照
- Cook, Benjamin (2006年1月4日). “Billie”. Doctor Who Magazine. pp. 13–21
- McLean, Craig (2005年11月5日). “Why we fell under Piper's spell”. London: The Daily Telegraph 2006年1月3日閲覧。
- Piper, Billie (2007). Growing Pains. London: Hodder & Stoughton. ISBN 978-0-340-93280-3
- “Faces of the year – the women”. BBC News. (2005年12月30日) 2006年1月3日閲覧。
- Searchable index of UK chart positions, including Piper's hits
- List of all #1 songs (including Piper's) from The Official UK Charts Company
- Chris Evans Saved My Life

## 備考
1. ↑  Piper, Billie (2007), p.74.
2. 1 2  “Billie Piper to return to Doctor Who”. BBC News Online. (2007年11月27日) 2007年11月27日閲覧。
3. ↑  “Hot 100: Talent” (free registration required). Broadcast. (2007年12月18日) 2007年12月22日閲覧。
4. ↑  “Ross Tops Tv Talent”. Daily Record. (2007年12月21日).  オリジナルの2008年1月10日時点におけるアーカイブ。 2007年12月22日閲覧。
5. ↑  Pidd, Helen (2008年1月4日). “Profile: Billie Piper”. The Guardian (London) 2011年2月28日閲覧。
6. ↑  allmusic – Pokemon: The First Movie > Overview. Retrieved 2012-07-15.
7. ↑  Demetriou, Danielle (2001年2月6日). “Billie Piper 'needs head cut off', said telephone threats”. London: The Daily Telegraph 2011年6月28日閲覧。
8. ↑  
“Dr Who scores TV awards hat-trick”. BBC News (bbc.co.uk). (2006年10月31日) 2006年10月31日閲覧。
9. ↑  
Dermody, Nick (2006年3月30日). “Third series for Dr Who and Rose”. BBC 2006年3月30日閲覧。
10. ↑  
“Billie Piper to be the first female Doctor Who?”. Fametastic. (2006年5月10日).  オリジナルの2006年6月13日時点におけるアーカイブ。 2006年6月2日閲覧。
11. ↑  
“Billie Piper to leave Doctor Who”. BBC. (2006年6月15日) 2006年6月15日閲覧。
12. ↑  "The End of An Era". Doctor Who Confidential. BBC. Episode 56 (Season 4, No. 13), BBC Three, 2008-07-05.
13. 1 2  
Smith, Lizzie (2009年5月16日). “Billie Piper returns to Doctor Who to see David Tennant bow out in all-star show”. Mail Online (London) 2009年5月16日閲覧。
14. ↑  McConnell, Donna (2007年9月26日). “Call-girl Billie's steamy onscreen ménage a trois”. London: Daily Mail 2007年9月26日閲覧。
15. ↑  Sullivan, Shannon (2009年10月17日). “A Brief History of Time (Travel): Rose”.   Shannon Sullivan. 2010年8月23日閲覧。
16. ↑  Harry, Jon (2008年9月7日). “A Baby In The Piper Line”.  Wales On Sunday. 2009年12月14日閲覧。
17. ↑  Singh, Anita (2009年12月18日). “Billie Piper to meet real-life Belle de Jour in TV special”. London: The Daily Telegraph 2010年8月23日閲覧。
18. ↑  
Drew, Mark (2001年6月19日). “I'm happy about the wedding”. Swindon Advertiser 2006年4月4日閲覧。
19. ↑  
“Billie Piper and Chris Evans (section)”. London: The Independent. (2005年1月31日).  オリジナルの2007年9月30日時点におけるアーカイブ。 2007年3月8日閲覧。
20. ↑  "Divorce given to Piper and Evans", BBC News, 2007-05-27. Retrieved on 2007.
21. ↑  Knight, Kathryn & Moodie, Clemmie (2007-06-04). "Chris Evans and Billie: A very bizarre divorce". Daily Mail. Retrieved 2009-09-23.
22. ↑  
Noah, Sherna (2007年6月27日). “I won't take cash from Evans split, says Piper”. Edinburgh: The Scotsman 2007年3月8日閲覧。
23. ↑  
“Evans: Age gap caused marriage split”. Daily Mail (London). (2005年2月28日) 2007年3月8日閲覧。
24. ↑  “Piper and Fox arrive for wedding”. BBC News (BBC Online). (2007年12月31日) 2007年12月31日閲覧。
25. ↑  
“Billie and her beau Laurence quit the city for country life”. Hello Magazine. (2007年6月4日) 2007年7月8日閲覧。
26. ↑  “Billie Piper gives birth to son”. BBC News. (2008年10月22日) 2008年10月26日閲覧。
27. 1 2  Barbara Ellen (2010年1月10日). “Billie Piper: the modern-day Moll Flanders”. London: The Observer 2010年1月14日閲覧。
28. ↑  https://kaigai-drama-board.com/posts/840?p=1
29. ↑  "Billie gets a visit from the Doctor", Evening Standard, 2007-03-15. Retrieved 2011-06-23.
30. ↑  "Billie Piper ('Secret Diary')", Digital Spy, 2010-01-25. Retrieved on 2011-06-23.
31. ↑  "The Raven : New A/W 2010 fashion film launched". ShowStudio.com. 17 December 2010.
32. ↑  “Eternal Beauty review – Sally Hawkins shines in audacious, offbeat triumph” (英語). The Guardian (2020年10月2日). 2021年4月17日時点のオリジナルよりアーカイブ。2021年4月16日閲覧。
33. ↑  “『少女バーディ 大人への階段』感想（ネタバレ）”.   シネマンドレイク (2022年10月10日). 2022年11月24日閲覧。
34. ↑  “Love Life by Dominic Savage for BBC One”. BBC (2011年8月26日). 2011年9月9日閲覧。
35. ↑  “女優の「人生転落」を描いたサッドコム『超サイテーなスージーの日常』は人間くさくて最高”.   フロントロウ (2022年9月19日). 2022年11月24日閲覧。